# Xanthia rectilineata
Xanthia rectilineata là một loài bướm đêm trong họ Noctuidae.